# Roman Řehounek
Roman Řehounek (ur. 27 listopada 1961 w Pardubicach) – czechosłowacki kolarz torowy, dwukrotny medalista mistrzostw świata.

## Kariera
Pierwszym sukcesem w karierze Romana Řehounka było zdobycie razem z Vítězslavem Vobořilem złotego medalu w wyścigu tandemów podczas mistrzostw świata w Bassano w 1985 roku. W tym samym składzie reprezentanci Czechosłowacji powtórzyli ten wynik na mistrzostwach w Colorado Springs w 1986 roku. Nigdy nie brał udziału w igrzyskach olimpijskich.